# Zygomyia christata
Zygomyia christata är en tvåvingeart som beskrevs av Garrett 1925. Zygomyia christata ingår i släktet Zygomyia och familjen svampmyggor.
Artens utbredningsområde är British Columbia. Inga underarter finns listade i Catalogue of Life.